# قائمة سفراء اليمن لدى بلجيكا
سفير اليمن في بروكسل هو الممثل الرسمي للحكومة اليمنية في عدن لدى حكومة بلجيكا والمفوضية الأوروبية.

## قائمة السفراء
| الاعتماد الدبلوماسي | سفير                                                | ملاحظات | قائمة رؤساء الحكومات اليمنية | رئيس وزراء بلجيكا | نهاية المدة </br> |
| ------------------- | --------------------------------------------------- | --- | ---------------------------- | ----------------- | ----------------- |
| أبريل 13, 1973      | أحمد قايد بركات                                     | - من 1969 إلى 1970 كان وزيرا للخارجية للجمهورية العربية اليمنية. - مع الإقامة في باريس. - من أغسطس 1972 إلى يناير 1978 تم اعتماده أيضًا في بون. - عام 1984 كان سفيرا لليمن في اليابان | القاضي عبد الله الهاجري      | ادمون ليبرتون     |                   |
| مايو 7, 1979        | محمد عبد القدوس الوزير                              | كما تم اعتماد الإقامة في بون في فيينا. | عبد العزيز عبد الغني         | ويلفريد مارتنز    |                   |
| مايو 18, 1981       | أحمد الحداد (اليمن)                                 | 2002 UNNY | عبد الكريم الارياني          | مارك ايسكنز       |                   |
| فبراير 18, 1985     | محمد عبد الرحمن الربيعي (الجمهورية العربية اليمنية) | مكتب لاهاي. | عبد العزيز عبد الغني         | ويلفريد مارتنز    |                   |
| يوليو 20, 1989      | علي مثنى حسون                                       | جنوب اليمن | ياسين سعيد نعمان             | ويلفريد مارتنز    |                   |
| سبتمبر 16, 1991     | صالح علي الأشول                                     | يونيو 7, 1978 سفير اليمن في روسيا | حيدر أبو بكر العطاس          | ويلفريد مارتنز    |                   |
| ديسمبر 19, 1995     | جازم عبد الخالق الاغبري                             | اليمن: 114 ave FD Roosevelt، 1050 Brussels، Belgium | عبد العزيز عبد الغني         | جان لوك ديهاين    |                   |
| نوفمبر 25, 2002     | جعفر محمد جعفر                                      | | عبد القادر باجمال            | جاي فيرهوفشتات    |                   |
| مارس 12, 2007       | عبد الوهاب محمد الشوكاني                            | ديسمبر 15, 2000 - 2004 كان سفيرا لليمن في الصين. - 2004: سفير اليمن لدى الفلبين. - يونيو 21, 2011 : الثورة اليمنية أشاد الشوكاني بالبيان الصادر عن وزراء خارجية الاتحاد الأوروبي في لوكسمبورغ، حيث أدانوا الهجوم الذي استهدف الرئيس علي عبد الله صالح وكبار مسؤولي الدولة في مسجد القصر الرئاسي.                                                           | عبد القادر باجمال            | جاي فيرهوفشتات    |                   |
| أكتوبر 4, 2016      | محمد طه مصطفى                                       | (* يناير 15, 1951 في صنعاء) - من 1998 إلى 2003 كان سفيرا لليمن في ماليزيا وغير مقيم في تايلاند - من 2003 إلى 2005 كان رئيس المراسم بوزارة الخارجية. - من 2005 إلى 2010 كان سفيرا لليمن في المملكة المتحدة. - من 2010 إلى 2013 كان رئيس القسم الأوروبي بوزارة الخارجية - من 2014 إلى أكتوبر 4, 2016 مستشار المندوب اليمني الدائم المقبل بمقر الأمم المتحدة. | معين عبد الملك سعيد          | شارل ميشيل        |                   |